# Ordinul livonian
Ordinul livonian a fost o ramură autonomă livoniană a Ordinului Teutonic, membru al Confederației livoniene între 1435 și 1561. După ce au fost înfrânți de samogiți și semigalieni în Bătălia de la Saule în 1236, rămășițele Fraților Livonieni ai Sabiei au fost integrate în Cavalerii teutoni și au devenit cunoscuți ca Ordinul livonian în 1237.

## Istoric
Între 1237 și 1290 Ordinul livonian a cucerit Curlanda, Livonia și Semigalia, dar eforturile ordinului de a invada Republica Novgorodului au eșuat, iar armata a fost în cele din urmă învinsă în Bătălia de la Rakvere (1268). În 1346 ordinul a cumpărat Ducatul Estoniei de la regele Valdemar al IV-lea al Danemarcei. Traiul din teritoriul ordinului a fost descris în cronica lui Balthasar Russow.
Ordinul teutonic a căzut în declin în urma înfrângerii la Bătălia de la Grunwald în 1410, și secularizarea teritoriilor prusace de Albert de Branderburg în 1525, dar ordinul livonian a reușit să-și mențină existența independentă.
Înfrângerea Ordinului livonian în Bătălia de la Pabaiskas, la 1 septembrie 1435, care i-a costat viața maestrului și a altor câțiva cavaleri de rang înalt, a adus ordinul aproape de Livonia.  Acordul Confederației livoniene la Walk, pe 4 decembrie 1435, a adus la masa tratativelor pe arhiepiscopul de la Riga, episcopii de la Curlanda, Dorpat, Ösel-Wiek și Reval, pe de o parte și pe reprezentanții Ordinului livonian și vasalii lor, respectiv pe deputații consiliilor municipale de la Riga, Reval și Dorpat, pe de altă parte.
Cu toate acestea, în timpul războiului livonian, ordinul a suferit o înfrângere decisivă de carte trupele Cnezatului Moscovei în Bătălia de la Ergeme în 1560. Ulterior, ordinul livonian a cerut protecție din partea lui Sigismund al II-lea Augustus, regele Poloniei și Marele Ducat al Lituaniei, care a intervenit în războiul dintre episcopul William și Frații în 1557.
Când au ajuns la o înțelegere cu Sigismund al II-lea Augustus și reprezentanții săi, ultimul maestru livonian, Gotthard Kettler, a secularizat ordinul și l-a convertit la Luteranism. În partea de sud a pământurilor Fraților a creat Ducatul Curlandei și Semigaliei pentru familia sa. Cele mai multe teritorii au fost confiscate de Marele Ducat al Lituaniei. Nordul Estoniei a fost recâștigat de Danemarca și Suedia.
În secolele XIV-XVI limba germană vulgară, limba vorbită în orașele din Liga Hanseatică, era limba de circulație. Ulterior, în cursul secolelor al XVI-lea și al XVII-lea, germana modernă cultă (Hoch Deutsch) a devenit limba oficială. 

## Comandamente ale Ordinului Livoniei
Comandamentele Ordinului Livoniei, care au existat pe teritoriul a două țări de azi, Estonia și Letonia, două din cele trei Republici baltice, erau următoarele.

### Estonia
- Komturei Reval
- Komturei Pernau
- Komturei Jerwen
- Komturei Fellin
- Komturei Talkhof

### Letonia
- Komturei Marienburg
- Landmarschall Segewold
- Ordensmeister (Komturei) Dünamünde
- Komturei Ascheraden
- Komturei Dünaburg
- Komturei Bauske
- Komturei Mitau
- Komturei Doblen
- Komturei Goldingen
- Komturei Windau

## Mari maeștri ai Ordinului livonian

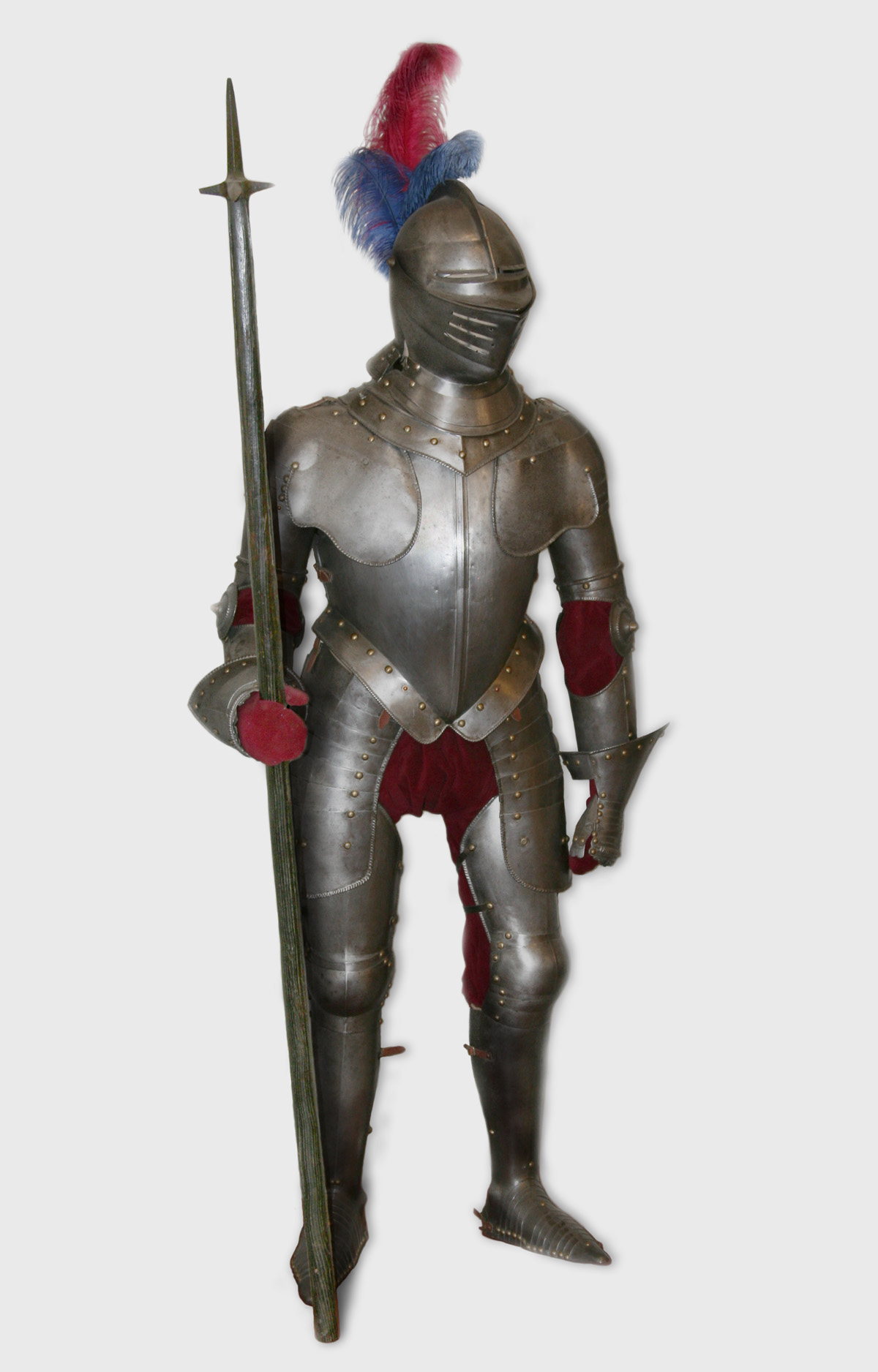
Armură utilizată de Ordinul Livoniei

Marele Maestru al Livoniei, similar Marelui Maestru al Ordinului Teutonic, era ales pe viață de cavalerii membri ai ordinului.  Marele Maestru avea puteri de supervizare a tuturor activităților ordinului, iar sugestiile și sfaturile sale aveau puteri de ordin.  În același timp, Marele Maestru al Ordinului Teutonic nu limita puterile autonome locale, întrucât arareori trimitea ambasadorii săi să viziteze Livonia, respectiv vizita personal Livonia și mai rar. 
  ●  Hermann Balk 1237–1238

  ●  Dietrich von Grüningen 1238–1242

  ●  Dietrich von Grüningen 1244–1246
 
  ●  Andreas von Stierland 1248–1253

  ●  Anno von Sangershausen 1253–1256

  ●  Burchard von Hornhausen 1256–1260

  ●  Werner von Breithausen 1261–1263

  ●  Konrad von Mandern 1263–1266

  ●  Otto von Lutterberg 1266–1270

  ●  Walther von Nortecken 1270–1273

  ●  Ernst von Rassburg  1273–1279

  ●  Konrad von Feuchtwangen 1279–1281

  ●  Wilken von Endorp 1281–1287

  ●  Konrad von Herzogenstein 1288–1290

  ●  Halt von Hohembach –1293

  ●  Heinrich von Dinkelaghe 1295–1296

  ●  Bruno 1296–1298

  ●  Gottfried von Rogga 1298–1307

  ●  Conrad von Jocke 1309–1322

  ●  Johannes Ungenade 1322–1324

  ●  Reimar Hane 1324–1328

  ●  Everhard von Monheim 1328–130

  ●  Burchard von Dreileben 1340–1345

  ●  Goswin von Hercke 1345–1359

  ●  Arnold von Vietinghof 1359–1364

  ●  Wilhelm von Vrymersheim 1364–1385

  ●  Robin von Eltz 1385–1389

  ●  Wennemar Hasenkamp von Brüggeneye 1389–1401

  ●  Konrad von Vietinghof 1401–1413

  ●  Diderick Tork 1413–1415

  ●  Siegfried Lander von Spanheim 1415–1424

  ●  Zisse von Rutenberg 1424–1433

  ●  Franco Kerskorff 1433–1435

  ●  Heinrich von Bockenvorde 1435–1437

  ●  Heinrich Vinke von Overbergen 1438–1450

  ●  Johann Osthoff von Mengede 1450–1469

  ●  Johann Wolthuss von Herse 1470–1471

  ●  Bernd von der Borch 1471–1483

  ●  Johann Fridach von Loringhofe 1483–1494

  ●  Wolter von Plettenberg 1494–1535

  ●  Hermann Hasenkamp von Brüggeneye 1535–1549

  ●  Johann von der Recke 1549–1551

  ●  Heinrich von Galen 1551–1557

  ●  Johann Wilhelm von Fürstenberg 1557–1559

  ●  Godert (Gotthard) Kettler 1559–1561